# بخش پونچ (هند)
بخش پونچ (به انگلیسی: Poonch district) یک منطقهٔ مسکونی در هند است که در بخش جامو واقع شده‌است. بخش پونچ ۱٬۶۷۴ کیلومتر مربع مساحت و ۴۷۶٬۸۳۵ نفر جمعیت دارد و ۱٬۰۰۵٫۸۵ متر بالاتر از سطح دریا واقع شده‌است.